# Acanthostracion notacanthus
Acanthostracion notacanthus is een straalvinnige vis uit de familie van de koffervissen (Ostraciidae). De wetenschappelijke naam van de soort is, als Ostracion notacanthus, voor het eerst geldig gepubliceerd in 1863 door Pieter Bleeker.

## Type
- holotype: RMNH D2771
- typelocatie: Sint Helena, zuidelijke Atlantische Oceaan 15°58'Z, 5°43'W

## Verspreiding
De soort komt voor in het oosten van de Atlantische Oceaan, bij de Azoren, Sint Helena en Ascension, voor de kust van Ghana en Angola, en is gerapporteerd van Sao Tome.